# Cosinus intégral
La fonction cosinus intégral, notée {\displaystyle \operatorname {Ci} }, est définie par l'intégrale :
{\displaystyle \forall x>0,\ \mathrm {Ci} (x)=-\int _{x}^{\infty }{\frac {\cos(t)}{t}}\,\mathrm {d} t}
où la fonction {\displaystyle \cos } est la fonction cosinus.

## Propriétés
- La fonction est continue, infiniment dérivable sur {\displaystyle \mathbb {R} ^{+*}}, et  {\displaystyle \forall x\in \mathbb {R} ^{+*},\ \mathrm {Ci} '(x)={\frac {\cos(x)}{x}}}
- {\displaystyle \lim _{x\to +\infty }\mathrm {Ci} (x)=0}
- {\displaystyle \lim _{x\to 0}\mathrm {Ci} (x)=-\infty }
- La fonction {\displaystyle \operatorname {Ci} } admet le développement suivant sur {\displaystyle \mathbb {R} ^{+*}} :{\displaystyle \forall x\in \mathbb {R} ^{+*},\ \mathrm {Ci} (x)=\gamma +\ln(x)+\sum _{n=1}^{+\infty }(-1)^{n}{\frac {x^{2n}}{(2n)!(2n)}}} où {\displaystyle \gamma } est la constante d'Euler-Mascheroni. Ce développement permet d'étendre la fonction {\displaystyle \operatorname {Ci} } en une fonction analytique définie sur tout le plan complexe privé de la demi-droite des réels négatifs. La somme de la série vaut également {\displaystyle \int _{0}^{x}{\frac {\cos(t)-1}{t}}\,\mathrm {d} t}.
- Les primitives de Ci sont de la forme :

{\displaystyle \int {\rm {Ci}}(x){\rm {d}}x=x{\rm {Ci}}(x)-\sin(x)+k,k\in \mathbb {R} }.